# Щебра
Щебра (пол. Szczebra) — деревня в Августовском повете Подляского воеводства Польши. Входит в состав гмины Новинка. Находится на реке Щеберке примерно в 7 км к северу от города Августов. По данным переписи 2011 года, в деревне проживало 355 человек.

## История
В конце XVIII века Щебра входила в состав Гродненского повета Трокского воеводства. В 1941—1944 годах в окрестностях деревни немцами было казнено около 8000 человек.